# ビルドゥング
ビルドゥング（独: Bildung）とは、「教養」「形成」や「陶冶（とうや）」と訳されるドイツ語である。ビルトゥンクとも。

## 概説
教養
教養とは、一般に人格的な生活を向上させるための知・情・意の修練、つまり、単なる学殖多識、専門家的職業生活のほかに一定の文化理想に応じた精神的能力の全面的開発、洗練を意味する。英語のculture（耕作・養育の意）、ドイツ語のBildung（形成・教化の意）の訳語である。前者はふつう〈文化〉と訳される語であるが、たとえばキケロが〈cultura animi（魂の耕作・養育）が哲学である〉と言った場合、またこれを受けて中世で広くcultura mentis（心の耕作・養育）の語が用いられた場合の〈精神的教化・教育〉の意義は、この訳語〈教養〉によってよく示されている。
このビルトゥンクを経て、意志は真の自由、「思惟する知性」に到達するという。このあたりの用語法はヘーゲル独特のもので注意を要する。というのも、ここでの「思惟する知性」は、単に理論的な場面での知性に限定されているものではなく、実践を踏まえた上で、自己の自由の自覚に達した意志のあり方をさす言葉だからである。ヘーゲルは、労働をはじめとする人間の実践というものに哲学の観点から深い考察を加えた哲学者であった。そこで、自由を論ずる場面でも、意志は、現実のうちに自己自身を表現し、そこに自己自身を見出す営みを通じて、自分が自由な存在であるという自覚に達する者であるというような捉え方がされる。したがって、「即時かつ対自的」な自由というものは、単に拘束されていないというだけの、内容を欠いた自由であるわけではなく、ビルトゥンクという経験によって獲得された具体的な内容を備えたものとして捉えられる。
ヘーゲルは、特殊的欲求が我が物顔に支配するかに見える市場というものでも、実は個人を陶冶する役割を担う側面を持つものであること、さらに市場自身が幾世代にもわたる陶冶の産物であることを指摘する。形成、陶冶、教養を意味するビルトゥンクBildungという言葉については、ヘーゲル好みの概念と言ってよく、人間が道具を用いた労働を通じて客観的自然を自分の生産物として形成するとともに、自分自身をも形成するに至るという思想や、また、紆余曲折に満ちた歴史過程を経てすべての文化的産物は形成されるという思想が表現される。
市場において、個人は単に自分の思い込みだけで我を通せるわけではないことを思い知らされる。交換を基礎に据えた市場というものは、個人のエゴイズムと、自分の利益を追求するためには他者の利益にも配慮しなければならないという利他心との絡み合いからできているものなのであるが、それが歴史の試練の産物にほかならないということである。ヘーゲルはルソーに見られるような、未開社会の無垢な神話などを根拠のないものとして一蹴し、近代社会が長期間にわたるビルトゥンクを経てはじめて形成されたものであることを指摘する。
陶冶
陶冶とは、もとは漢語で陶器や鋳物をつくりあげるという意味である。転じて、人間のもって生まれた素質や能力を理想的な姿にまで形成することをいう。教育と厳密には区別しにくい概念であるが、やはり違いはある。教育が人間の成長に関する包括的な概念であるのに対して、陶冶は、知的・道徳的・美的・技術的諸能力を発展させることによって、より良い人間を形成しようとすることである。
教養小説
ドイツ語のBildungsroman（ビルドゥングスロマーン）の訳語で「教養小説」や「自己形成小説」と訳される。「教養小説」の成立の背景には、ドイツ市民社会の成立と、啓蒙主義の浸透の過程でギリシア思想を摂取したことによって人間形成（パイデイア）の概念が広まったことがある。これによって絶えず「ビルドゥング」（自己形成）を念頭においたヴィーラントの『アーガトン』やゲーテの『ヴィルヘルム・マイスター』のような小説が生まれ、こうした傾向を跡付けるために「教養小説」という言葉が生まれたと考えられる。
身体知としての教養（ビルドゥング）
この概念には、2つの主な効果がある。1つの効果は、身体的な経験を通して獲得された知恵を1つの教養としてみなすようになることである。もう1つの効果は、たとえば音読や古典的な詩歌の暗誦のように、古典的な教養を学ぶ上での、私たちによって生きられている身体の重要性を評価するようになることである。生きられている身体というのは、メルロー=ポンティの『知覚の現象学』の中心概念である。「身体知としての教養」という概念は、私たちによって生きられている身体によって基礎づけられているものである。教養というのは通常は、多くのスタンダードな書物を読むによって得られた幅広い知識の問題とみなされている。しかし、19世紀までは、日本人にとって、五感を通して、言い換えれば、生きられた身体を通して学ぶことが非常に重要であった。日本の伝統的な学習法では、知の問題は、身体の問題と切り離すことのできないものであった。かつての日本人にとっては、教養をつけるということは、日々の生活の中で自分が生きている身体を耕すことを意味していた。それゆえに、教養ある人間には、何らかの身体的なアート（技芸）を経験していることが期待されていた。身体的な技を反復練習によって向上させる、まさにそのプロセスが、教養の概念の中心だったのである。「身体知としての教養」という概念を代表する典型的な日本人は、卓越した小学校教師であった芦田恵之助（1873 - 1951）である。彼は、伝統的な呼吸法を応用したある特定の身体的実践を訓練した。そして、その身体的実践が自分自身の心身の健康にとってのみならず、教育にとって重要であると考えた。身体の基本的な技法が、自己のテクノロジーの中核であった。彼にとって、またかつての日本人の大部分にとって、教養は、心身を耕すことを意味していたのである。

## 文献
- 齋藤孝「身体知としての教養(ビルドゥング) (<特集>教養の解体と再構築)」『教育学研究』第66巻第3号、日本教育学会、1999年、287-294,368、doi:10.11555/kyoiku1932.66.287、ISSN 0387-3161、NAID 130003564206。
- ヘルダーのビルドゥング思想 濱田真 書籍 鳥影社 2014